# Альміда де Валь
Альміда де Валь (12 вересня 1997 , Q10510854?, Гетеборг і Богус ) — шведська керлінгістка, бронзова призерка Олімпійських ігор 2022 року .